# TNCA Serie H
El TNCA Serie H “Parasol” fue un avión de reconocimiento modificable a bombardero fabricado por los Talleres Nacionales de Construcciones Aeronáuticas. Se trataba de un monoplano de ala alta (que en su época era muy inusual), lo que permitía mejores prestaciones en la velocidad de la aeronave. Fue de los primeros modelos de aeronaves en salir de los talleres y era, básicamente, un technology tester, con el fin de mejorar los diseños de los modelos subsecuentes. Su diseño estaba fuertemente influido por el Morane-Saulnier L, en cuanto al tren de aterrizaje, el mástil y los controles de los timones. Sin embargo, la estructura del fuselaje era de tubos metálicos y, al ser un probador de tecnología, se le incorporaron diversos motores, siendo el más común el TNCA Aztatl de 6 cilindros y 60 HP con una hélice Anáhuac. La aeronave no llevaba armas; sin embargo, se le podían montar desde ametralladoras de tiro lateral hasta bombas bajo las alas.

## Especificaciones
Datos de
Características generales
- Tripulación: 2 (piloto y artillero)
- Longitud: 7.2 m (24 ft 11 in)
- Envergadura: 11.7 m (32 ft 9 in)
- Altura: 3.6 m (11 ft 10 in)
- Superficie alar: 17 m² (183 ft2)
- Peso vacío: 350 kg (772 lb)
- Planta motriz: 1 × TNCA Aztatl, 45 kW (60 hp)
- Hélice: Anáhuac bipala

Rendimiento
- Velocidad crucero: 65 kt (120 km/h, 75 MPH)
- Alcance: 333 km (180 MN, 207 Mi)
- Techo de vuelo: 6,000 ft (1,829 m)

Armamento
- 1 × ametralladora M1908 Rexer cal. 7.92 mm
- 6 × Bombas Chapultepec de 12 lb